# Undergrund
 For alternative betydninger, se Undergrund (flertydig). (Se også artikler, som begynder med Undergrund)
 Denne artikel omhandler overvejende eller alene danske forhold. Hjælp gerne med at gøre artiklen mere almen.
Undergrunden (tidligere også betegnet dybgrunden) betegner i geologien de løse aflejringer eller faste bjergarter, som ligger umiddelbart under de yngste, øvre jordlag, der består af løse materialer som muld, ler, sand og tørv, og som stammer fra kvartærtiden. Undergrunden udgøres altså af aflejringer eller bjergarter ældre end Kvartær, og de betegnes også som prækvartære dannelser.

## Danmark
Der er mange varierende aldre repræsenteret blandt aflejringerne og bjergarterne i den danske undergrund. På Bornholm består undergrunden mest af granit og gnejs med aldre omkring 1,45 milliarder år. Granit og gnejs er krystallinske bjergarter dannet ved smeltning og metamorfose ved høj temperatur. På disse hviler fanerozoiske bjergarter, som næsten alle er sedimenter. Det ældste Phanerozoikum med aldre op til ca. 542 millioner år er repræsenteret i Danmarks undergrund. Mange gange hviler yngre bjergarter direkte på ældre i fravær af voldsomme tektoniske kræfter. Manglende aflejringer kaldes lakuner.
Den krystallinske, allernederste del af undergrunden betegnes grundfjeldet (eng. basement). Granitisk/gnejsisk grundfjeld findes i kontinenter i hele verden, hvorfor grundfjeld også omtales som en kontinentalplade. I Blekinge og Småland er grundfjeldet samtidig med eller nogle hundrede millioner år ældre end det bornholmske, i Skåne noget yngre. I Sydsverige udgør grundfjeldsbjergarter næsten hele undergrunden, men i Skåne og på Bornholm overlejres grundfjeldet af større mængder af fanerozoiske aflejringer. Det øvrige Danmarks undergrund består hovedsagelig af km-tykke pakker af sedimenter med mange aldre repræsenteret, men grundfjeldet ligger i dybet og nås i enkelte boringer.
De bedst kendte undergrundsbjergarter er de, der er nærmest jordoverfladen. Flere af disse bjergarter er kun nødtørftigt dækket af kvartære aflejringer og træder stedvis frem, f.eks. på kyster (Stevns Klint), i skrænter langs vandløb (Læså, Bornholm), og i højtliggende partier (Hammeren og Kullen).
Et kort over Danmarks undergrund viser bjergarterne umiddelbart under det ældste Kvartær. På undergrundskortet ses det, at aflejringerne bliver yngre og yngre jo længere, man går mod sydvest. Selvom hovedparten af aflejringerne er sedimenter, indgår vulkanske aflejringer (aske og lava) i undergrunden i begrænset mængde. På Mors og Fur er vulkanske askelag blottede, foruden enkelte steder i de bornholmske skifre. I Skåne er lava mange steder trængt nedefra op gennem de overliggende bjergarter, hvor den nu ses som diabasgange.